# Grateful (álbum de DJ Khaled)
Grateful es el décimo álbum de estudio del músico estadounidense DJ Khaled. Fue lanzado el 23 de junio de 2017, por We the Best Music Group y Epic Records. El álbum cuenta con apariciones especiales de una amplia gama de artistas, incluyendo Future, Justin Bieber, Travis Scott, Rick Ross, Migos, Chance the Rapper, Nicki Minaj, Kodak Black, Alicia Keys, Beyoncé, Jay Z, Lil Wayne, 2 Chainz, Drake, Rihanna, Sizzla, Mavado, Nas, Calvin Harris y Betty Wright, entre otros.

## Canciones
El primer sencillo del álbum, "Shining", fue lanzado el 12 de febrero de 2017. Cuenta como invitados la cantante estadounidense Beyoncé, y el rapero Jay Z. La canción fue producida por DJ Khaled y Danja, y fue también coescrito por el cantante canadiense PartyNextDoor. Fue estrenada en los Premios Grammy de 2017, y alcanzó el número 57 en el Billboard Hot 100.
"I'm the One" fue lanzado como segundo sencillo del álbum el 28 de abril de 2017. La canción cuenta con las colaboraciones del cantante canadiense Justin Bieber, y raperos estadounidenses como Quavo, Chance the Rapper y Lil Wayne. "I'm the One" debutó en el número uno, convirtiéndose en el primer número uno de Khaled en el Billboard Hot 100,  así como también encabezó las listas en el Reino Unido, Australia y Canadá.
El tercer sencillo del álbum se tituló "To the Max", fue lanzado el 5 de junio de 2017. Fue interpretada por el rapero canadiense Drake, y fue producida por Khaled y Cool & Dre. La canción marcó la quinta colaboración entre Drake y Khaled. La canción contiene muestras de una gran variedad de géneros musicales, incluyendo bassline y rock alternativo. "To the Max" alcanzó el puesto número 53 en el Billboard Hot 100. La canción ha sido prohibida en algunas regiones por razones desconocidas.
"Wild Thoughts" fue lanzado como el cuarto sencillo del álbum el 16 de junio de 2017. Fue interpretada por la cantante barbadense Rihanna y por el cantante estadounidense Bryson Tiller, y fue producida por Khaled y Nasty Beatmakers. La canción contiene muestras de pop latino y R&B, y debutó en el número cuatro en el Billboard Hot 100.

## Recepción crítica
En Metacritic, que asigna una calificación normalizada de 100 a comentarios de los críticos, Grateful recibido una puntuación media de 61, basado en 11 comentarios, lo que indica la recepción "generalmente favorable".

## Desempeño comercial
Grateful debutó en el número uno en los Billboard 200 con 149 000 copias vendidas. Es el segundo álbum número uno de DJ Khaled, hablando de ventas.

## Lista de canciones
Disco uno
| Disc one |                                                                                 |               |                   |          |  |
| N.º      | Título                                                                          | Escritor(es)  | Producer(s)       | Duración |  |
| 1.       | «(Intro) I'm So Grateful» (featuring Sizzla)                                    | Khaled Khaled | DJ Khaled         | 4:58     |  |
| 2.       | «Shining» (featuring Beyoncé and Jay Z)                                         | Khaled        | DJ Khaled         | 4:44     |  |
| 3.       | «To the Max» (featuring Drake)                                                  | Khaled        | DJ Khaled         | 3:13     |  |
| 4.       | «Wild Thoughts» (featuring Rihanna and Bryson Tiller)                           | Braithwaite   | DJ Khaled         | 3:24     |  |
| 5.       | «I'm the One» (featuring Justin Bieber, Quavo, Chance the Rapper and Lil Wayne) | Khaled        | DJ Khaled         | 4:48     |  |
| 6.       | «On Everything» (featuring Travis Scott, Rick Ross and Big Sean)                | Khaled        | DJ Khaled         | 3:53     |  |
| 7.       | «It's Secured» (featuring Nas and Travis Scott)                                 | Khaled        | DJ Khaled         | 3:39     |  |
| 8.       | «Interlude (Hallelujah)» (performed by Betty Wright)                            | Khaled        |                   | 0:52     |  |
| 9.       | «Nobody» (featuring Alicia Keys and Nicki Minaj)                                | Khaled        | DJ Khaled         | 4:31     |  |
| 10.      | «I Love You So Much» (featuring Chance the Rapper)                              | Khaled        | Chance the Rapper | 4:50     |  |
| 11.      | «Don't Quit» (with Calvin Harris featuring Travis Scott and Jeremih)            | Khaled        | Calvin Harris     | 3:49     |  |

Disco dos.

| Disc one |                                                                                            |              |                |          |  |
| N.º      | Título                                                                                     | Escritor(es) | Producer(s)    | Duración |  |
| 12.      | «I Can't Even Lie» (featuring Future and Nicki Minaj)                                      | Khaled       | DJ Khaled      | 4:01     |  |
| 13.      | «Down for Life» (featuring PartyNextDoor, Future, Travis Scott, Rick Ross and Kodak Black) | Khaled       | Khaled         | 5:00     |  |
| 14.      | «Major Bag Alert» (featuring Migos)                                                        | Khaled       | DJ Durel       | 4:57     |  |
| 15.      | «Good Man» (featuring Pusha T and Jadakiss)                                                | Khaled       | DJ Khaled      | 3:38     |  |
| 16.      | «Billy Ocean» (featuring Fat Joe and Raekwon)                                              | Khaled       | DJ Khaled      | 3:11     |  |
| 17.      | «Pull a Caper» (featuring Kodak Black, Gucci Mane and Rick Ross)                           | Khaled       | Ben Billions   | 4:06     |  |
| 18.      | «That Range Rover Came with Steps» (featuring Future y Yo Gotti)                           | Khaled       | The Beat Bully | 4:16     |  |
| 19.      | «Iced Out My Arms» (featuring Future, Migos, 21 Savage y T.I.)                             | Khaled       | Metro Boomin   | 4:35     |  |
| 20.      | «Whatever» (featuring Future, Young Thug, Rick Ross and 2 Chainz)                          | Khaled       | Ben Billions   | 5:00     |  |
| 21.      | «Interlude» (performed by Belly)                                                           | Khaled       | StreetRunner   | 2:18     |  |
| 22.      | «Unchanging Love» (performed by Mavado)                                                    | David Brooks | Troyton Music  | 3:27     |  |
| 23.      | «Asahd Talk (Thank You Asahd)»                                                             | Asahd Khaled |                | 0:16     |  |

## Posiciones
| Listas (2017)                           | Número de posición |
| --------------------------------------- | ------------------ |
| Australia (ARIA)                        | 7                  |
| Austria (Ö3 Austria)                    | 30                 |
| Bélgica (Ultratop flamenca)             | 34                 |
| Bélgica (Ultratop valona)               | 72                 |
| Canadá (Billboard Canadian Albums)      | 2                  |
| República Checa (ČNS IFPI)              | 54                 |
| Dinamarca (Hitlisten)                   | 4                  |
| Países Bajos (Album Top 100)            | 8                  |
| Finlandia (Suomen Virallinen Lista)     | 2                  |
| Francia (SNEP)                          | 10                 |
| Alemania (Offizielle Top 100)           | 35                 |
| Irlanda (IRMA)                          | 17                 |
| Italia (FIMI)                           | 76                 |
| Nueva Zelanda (Recorded Music NZ)       | 15                 |
| Noruega (VG-lista)                      | 3                  |
| Escocia (Scottish Albums Chart)         | 53                 |
| Swedish Albums (Sverigetopplistan)      | 6                  |
| Suiza (Schweizer Hitparade)             | 20                 |
| Reino Unido (UK Albums Chart)           | 10                 |
| Estados Unidos (Billboard 200)          | 1                  |
| Estados Unidos (Top R&B/Hip-Hop Albums) | 1                  |